# Pazo de Ortigueira
El Pazo de Ortigueira, también conocido como Granja de Ortigueira o Pazo de Santa Cruz de Ribadulla, es un pazo situado en Santa Cruz de Ribadulla, ayuntamiento de Vedra, Galicia (España). Es propiedad de los marqueses de Santa Cruz de Rivadulla. Está considerado Bien de Interés Cultural desde el 11 de diciembre de 2001.

## Historia

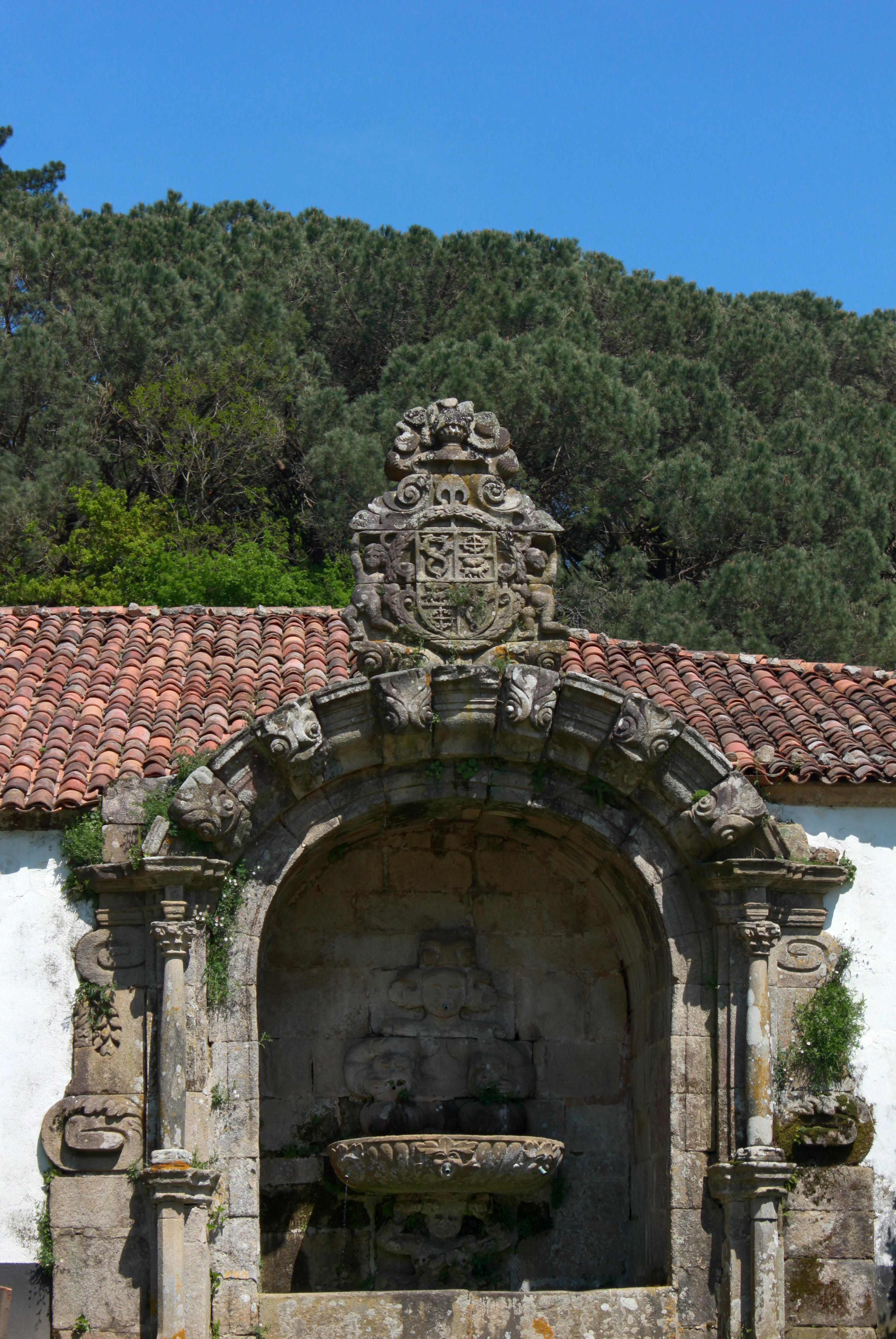
Fuente con el escudo de armas de los Mondragón.

A mediados del siglo XV en el lugar de Ortigueira, vivía un noble de apellido Abraldes que debido a su proclamación por Juana la Beltraneja, al enterarse los Reyes Católicos lo castigaron desmochando la torre, acto que por entonces era considerado una vergüenza y deshonor. Ante esta situación Abraldes decidió abandonar su casa. Su hijo construiría luego el Pazo de Guimaráns, sin torre, para evitar que tal situación se volviera a repetir.
A finales de siglo el canónigo de la catedral de Santiago, Juan Ibáñez de Mondragón de familia acomodada y de origen vasco, compró unas parcelas en el lugar de Ortigueira, en Vedra donde se encontraba la «torre de Ortigueira». Realizó varios cambios a su propiedad: modificó la estructura, levantó una capilla y abrió una puerta frente a la misma, y construyó una escalera. Incluyó además un escudo encima de las puertas y eliminó lo que quedaba del torreón. Con el tiempo amplió la finca y fue generoso con la parroquia, a la que ayudó económicamente. Además de sus propiedades puso especial empeño en la capilla de la Piedad, de la catedral compostelana donde pidió ser enterrado el día de su muerte. Se comenzó luego a levantar la muralla que rodea todo el pazo, a plantar viña y olivar y mejoró las bodegas. Mondragón también adquirió un molino para el aceite y mandó ampliar el arbolado con todo tipo de árboles, limoneros, robles, castaños, e inició la construcción de la biblioteca.
Tras él, le sucedió su sobrino Andrés Ibáñez de Mondragón, regidor de Santiago de Compostela bien considerado, que continuó con las obras de ampliación y mejoras del pazo. El 8 de marzo de 1683, el rey Carlos II le otorga el título de Marqués de Santa Cruz de Rivadulla convirtiéndose así en el primer marqués de la saga.
En 1676 la familia de los Ibáñez de Mondragón se emparientan con la de los Armada tras la unión de Isabel Salgado de Mondragón y Castro con Pedro Manuel Armada y Taboada.

## Características

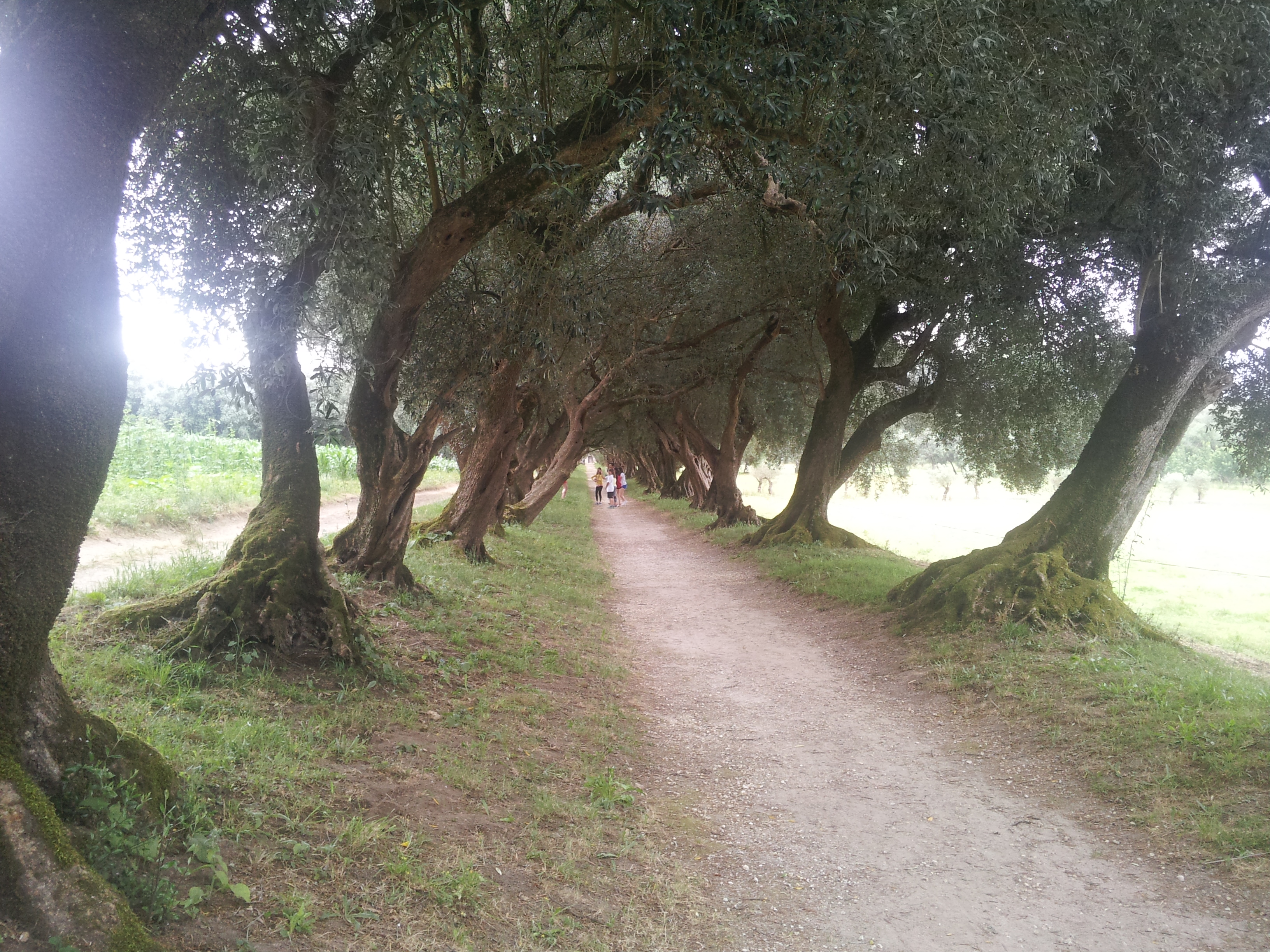
Paseo de los olivos.

El edificio principal, de estilo barroco, tiene una planta en forma de «L» y en la fachada presenta el escudo de la familia Mondragón. 
Se levantó un muro alrededor de toda la finca y su interior se dividió en tres zonas, una para la casa, otra para los terrenos de cultivo y una última para los terrenos de monte. Se utilizaron caminos y paseos para dividir y comunicar estas zonas. Se construyó un molino que se utilizó para la producción de aceite. También se produjo vino, blanco y tinto, en los cuatro lagares. Frente al edificio se encuentra la fuente de «La Coca», diseñada por el compostelano Diego de Romay. El nombre «la coca», se refiere al dragón que está presente en la heráldica de los Mondragón. En el siglo XIX, Iván Armada y Fernández de Córdoba aumentó considerablemente la colección de plantas, especialmente camelias, de las que ya existían algunos ejemplares de más de siete metros de altura.
Posee un amplio jardín con más de 200 variedades de plantas, árboles centenarios, estanques y un camino conocido como Camiño o paseo das Oliveiras (Camino de los Olivares). Este espacio botánico destaca por su diversidad y riqueza, y es considerado como «uno de los más fascinantes de Galicia». Entre las especias más destacables se encuentran: olivos (Olea europaea), boj (Buxus sempervirens), magnolias (Magnolia grandiflora), helecho australiano (Dicksonia antarctica), criptomeria (Cryptomeria japonica), tulipaneros de Virginia (Liriodendron tulipifera), ombú (Phytolacca dioica), roble piramidal (Quercus Robur var. Fastigiata) y palmeras Washingtonia (Washingtonia robusta). Se conserva un ejemplar de camelia con más de doscientos años de antigüedad y nueve metros de altura.
En el año 2015 uno de los olivos del Paseo das Oliveiras obtuvo el Premio AEMO 2015 al mejor Olivo Monumental de España.